# Ren Lei
Ren Lei (任蕾S, Rèn LěiP; Zhengzhou, 22 gennaio 1982) è un'ex cestista cinese.

## Carriera
Con la Cina ha disputato i Giochi olimpici di Atene 2004 e due edizioni dei Campionati del mondo (2002, 2006).